# لين هيل (لاعب كرة قدم)
لين هيل (بالإنجليزية: Len Hill)‏ (15 فبراير 1899 في المملكة المتحدة - 1 يناير 1979 في المملكة المتحدة) هو لاعب كرة قدم بريطاني (وحمل سابقاً جنسية المملكة المتحدة لبريطانيا العظمى وأيرلندا) في مركز حراسة المرمى. لعب مع كوينز بارك رينجرز ونادي روتشديل ونادي ساوثهامبتون ونادي ساوثيند يونايتد ولينكولن سيتي أف سي وغرايز أتلاتيك ‏.